# Валь-де-Дром
Валь-де-Дром (фр. Val de Drôme) — муніципалітет у Франції, у регіоні Нижня Нормандія, департамент Кальвадос. Валь-де-Дром утворено 1 січня 2017 року шляхом злиття муніципалітетів Дамп'єрр, Ла-Ланд-сюр-Дром, Сен-Жан-дез-Ессартьє i Сет-Ван. Адміністративним центром муніципалітету є Сет-Ван. Населення — 888 осіб (01.01.2021).